# Catedral de Nuestra Señora de las Victorias (Dakar)
La Catedral de Nuestra Señora de las Victorias o bien Catedral de Dakar (en francés: Cathédrale Notre Dame des Victoires y alternativamente Cathédrale de Dakar) es la catedral católica en la ciudad de Dakar, la capital del país africano de Senegal, y que funciona como la sede de la Archidiócesis de Dakar (en latín: Archidioecesis Dakarensis). El santuario fue construido en el sitio de un antiguo cementerio musulmán, cuya tierra fue concedida por el gobierno a la iglesia. La catedral fue consagrada por el cardenal Jean Verdier, arzobispo de París, el 2 de febrero de 1936. En 2001 en la iglesia se realizó el funeral del expresidente Leopold Senghor. El Cardenal Hyacinthe Thiandoum, que murió en 2004, está enterrado en la parte posterior del altar, al lado de la estatua de Nuestra Señora de las Victorias, patrona de la catedral.